# Brookesia ebenaui
Brookesia ebenaui is een hagedis uit de familie kameleons (Chamaeleonidae).

## Naam en indeling
Het is een van de kortstaartkameleons uit het geslacht Brookesia. De wetenschappelijke naam van de soort werd voor het eerst voorgesteld door Oskar Boettger in 1880. Oorspronkelijk werd de wetenschappelijke naam Chamaeleo ebenaui gebruikt. De soortaanduiding ebenaui is een eerbetoon aan Karl Ebenau.

## Verspreiding en habitat
De kameleon komt endemisch voor in Madagaskar maar alleen in het noordelijke deel van het land. De habitat bestaat uit zowel droge als vochtige laaglandregenwouden. De soort is aangetroffen van zeeniveau tot op een hoogte van ongeveer 800 meter boven zeeniveau.

## Beschermingsstatus
Door de internationale natuurbeschermingsorganisatie IUCN is de beschermingsstatus 'kwetsbaar' toegewezen (Vulnerable of VU).